# Nouvelle synagogue de Königsberg

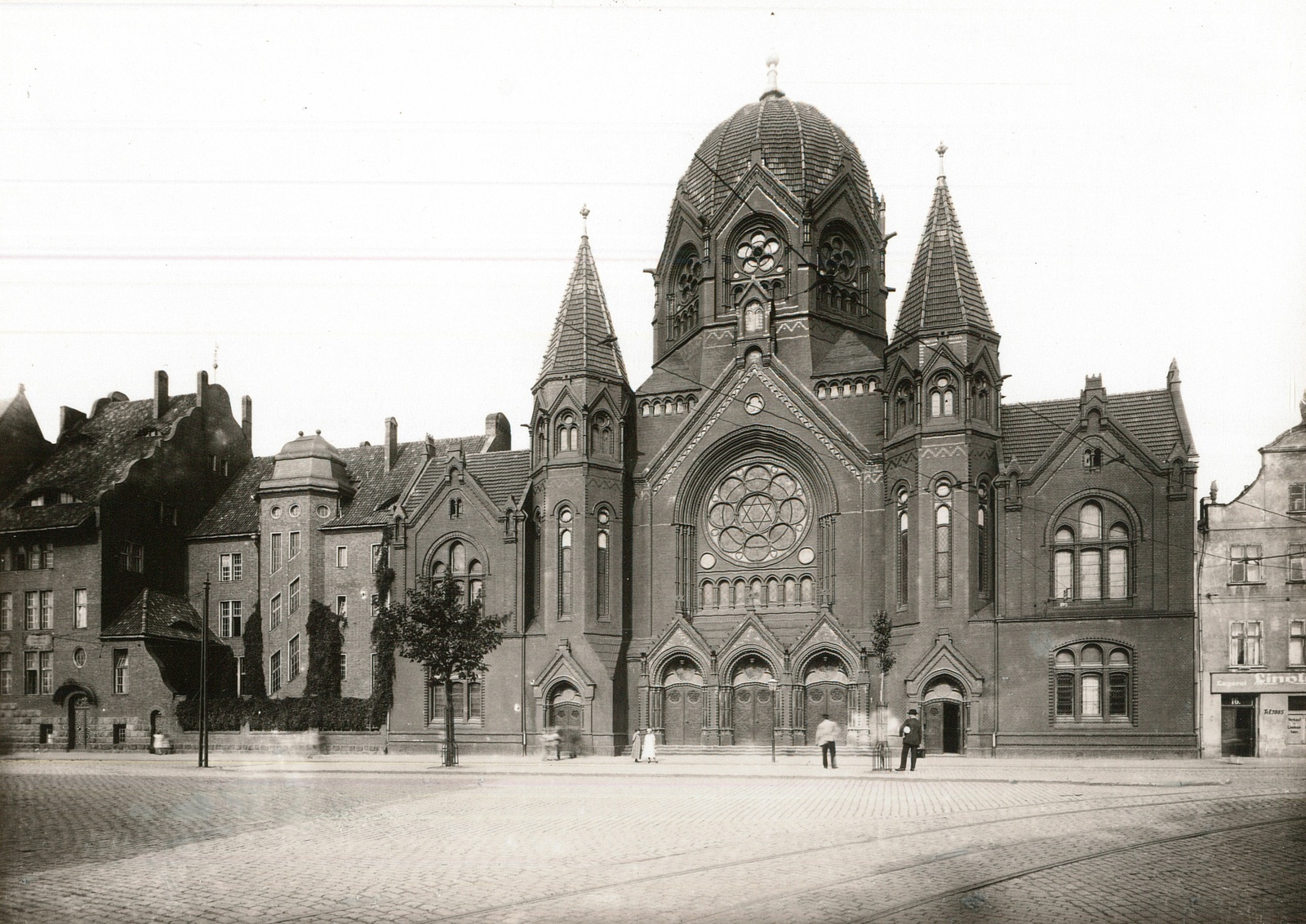
La Nouvelle Synagogue de Königsberg

La nouvelle synagogue de Königsberg (en allemand : Neue Liberale Synagoge) ou synagogue libérale de Königsberg est, au début du XXe siècle, l'une des trois grandes synagogues de la ville de Königsberg en province de Prusse-Orientale. Les autres synagogues sont la Vieille synagogue (Alte Synagoge) hassidique et la synagogue orthodoxe Adass Jisroel. Construite en 1896, la Nouvelle synagogue est détruite par les nazis en 1938 lors de la nuit de Cristal, comme la majorité des synagogues en Allemagne.
Königsberg capitale de la province de Prusse-Orientale fait partie du duché puis du Royaume de Prusse depuis le XVIe siècle et  à partir de 1871 de l'Empire allemand. Mais après la Seconde Guerre mondiale, Königsberg est attribuée à l'Union soviétique qui la renomme Kaliningrad. Aujourd'hui Kaliningrad est une ville d'un peu plus de 430 000 habitants. 
La Nouvelle synagogue a été reconstruite avec une façade et des tours extérieures identiques à l'originale et a été re-consacrée le 11 août 2018. Elle est ainsi devenue la Nouvelle synagogue de Kaliningrad. 

## Historique de la communauté juive

### Les débuts de la communauté juive
Capitale de la province de Prusse-Orientale, Königsberg est fondée par les chevaliers de l'Ordre Teutonique qui interdisent la présence de Juifs dans leur territoire. Après la sécularisation de l'ordre, le duc Albert octroie à deux médecins juifs, en 1538 et 1541,, le privilège de pratiquer la médecine à Königsberg. Mais la ville va récuser pendant encore longtemps l'admission de Juifs.
Ce n'est qu'en 1654 que le Juif Lazarus, chaudement recommandé au grand-électeur par le roi de Pologne, obtient le privilège d'exercer son activité commerciale sans restriction, malgré les objections des autorités municipales. Un privilège identique est accordé en même temps à l'agent électoral Israel Aron. Pendant les décennies suivantes, les Juifs n'ont l'autorisation de séjourner en ville que pendant quelques jours, et moyennant le paiement d'une redevance élevée.
Le premier oratoire est installé en 1680. Un registre officiel de l'année 1706, fait état de dix chefs de famille juifs. Quelques années plus tard, plusieurs familles fuyant les troubles en Pologne s'installent à Königsberg, rejoints en 1734 par des Juifs expulsés de Dantzig lors du siège de la ville.
En 1756, il y a 307 Juifs à Königsberg, 1 027 en 1817, 3 024 en 1864, 5 086 en 1880 soit 3,6 % de la population totale de la ville. Ce nombre va alors décroitre par l'expulsion des Juifs citoyens russes et en 1900, on compte 3 975 Juifs sur une population totale de 189 483 habitants. En 1925, leur nombre est légèrement remonté à 4 049.
La communauté de Königsberg est fondée en 1704, lors de l'acquisition du cimetière. Auparavant, les Juifs étaient obligés d'enterrer leurs morts de l'autre côté de la frontière, en Pologne. Le 23 novembre 1704 est constituée l'association  hebra kaddisha (Société du dernier devoir). Par la loi du 7 avril 1722, la communauté reçoit ses statuts. Une synagogue est construite en 1756, détruite par le feu en 1811 et reconstruite au même endroit en 1815. Les statuts de la communauté de 1722, sont modifiés en 1811 puis le seront encore plusieurs fois dont en 1903.

### Königsberg, un foyer actif de la Haskala
La communauté juive de Königsberg est considérée comme une des pionnières de la culture moderne, ouverte à la Haskala, le mouvement des Lumières dans le judaïsme. Son premier rabbin, au début du XVIIIe siècle, Solomon Fürst a fait des études à l'université et est assistant à la bibliothèque royale. Dans la seconde moitié du XVIIIe siècle, la famille Friedländer tout particulièrement, mais aussi des hommes comme Isaac Abraham Euchel, Marcus Herz ou Aaron Joel, élève de Kant, introduisent les idées de Moses Mendelssohn à Königsberg.
C'est dans cette ville qu'Isaac Euchel fonde en 1782, avec d'autres jeunes Juifs cultivés, la Chevrat Dorshei Leshon Ever (Société des amis de la littérature hébraïque) et qu'il lance en 1783 le périodique Ha-Meassef, organe des Biuristes, les adeptes des idées de Mendelssohn, dont les cinq premiers volumes paraitront à Königsberg. C'est aussi dans cette ville qu'il publie sa lettre circulaire Sefat Emet dans laquelle il recommande aux institutions juives de prendre exemple dans le domaine de l'éducation, sur la Freischule de Berlin. Mais ses efforts ne seront pas couronnés de succès en raison de la forte opposition des orthodoxes. En 1812, puis en 1820, quand Isaac Ascher Francolm est appelé comme prédicateur et professeur de religion, la question scolaire provoque de nouvelles dissensions obligeant finalement Francolm à démissionner en 1826.    
Le poste de Francolm reste vacant jusqu'en 1835. Son successeur, Joseph Levin Saalschütz, le premier professeur juif à Königsberg, va occuper le poste de 1835 à 1863. C'est alors que, pendant une courte période en 1847, les offices de Chabbat seront célébrés le dimanche matin au lieu du samedi matin. Après sa mort et celle du rabbin Mecklenburg, qui occupa le poste de rabbin à la même période, les fonctions de rabbin et de prédicateur sont réunies.
La communauté juive va se diviser en deux quand une partie des fidèles orthodoxes refusent en 1870 l'installation d'un orgue dans la synagogue. Ils forment alors leur propre communauté, la Communauté synagogale israélite Adass Jisroel avec ouverture de leur propre synagogue

### Le nazisme et la fin de la communauté juive
La réunification de la communauté se fera sous de sinistres augures. En juillet 1939, la Gestapo ordonne la fusion de la communauté orthodoxe dans la grande communauté juive de Königsberg, qui doit aussi inscrire dans ses registres, tous les non-Juifs, tels que les Chrétiens ou les athées que les nazis considèrent comme juifs car ayant trois ou plus grands-parents juifs. La déportation massive des Allemands juifs et ceux de d'ascendance juive, commence en octobre 1941, entrainant la fin de la communauté juive de Königsberg en novembre 1942.
À l'arrivée au pouvoir des nazis, la population juive de Königsberg est de 3 170 personnes. Très vite, la situation se dégrade pour les Juifs : incendies volontaires de biens appartenant à des Juifs, passages à tabac, et même meurtres. La première victime est Max Neumann, directeur du cinéma Passage, qui est arrêté le 13 mars 1933 quelques jours à peine après les élections au Reichstag qui amèneront Hitler au pouvoir, et battu à mort. La fille du joailler Ludwig Aron, Lotte Heller est tuée en se rendant à la gare, car elle portait une bague de mariage sans autorisation. L'inspecteur des écoles de la ville, Paul Stettiner, citoyen d'honneur de Königsberg, est assassiné pour avoir refusé de porter l'étoile jaune.
En raison du boycott économique, de la suppression des droits civiques, et des menaces pesant sur elles, de nombreuses familles juives vont au cours des années suivantes, émigrer principalement vers les États-Unis ou vers la Palestine mandataire. Parmi ceux qui émigrent, se trouvent de nombreux professeurs juifs de l'université de Königsberg.
Après l'interdiction aux enfants juifs de fréquenter l'école publique, une école juive est fondée en 1935. En octobre 1938, à la suite de l'émigration, il ne reste plus que 2 036 Juifs à Königsberg.
Lors de la nuit de Cristal, la nouvelle synagogue ainsi que la synagogue hassidique sont détruites. Les jeunes pensionnaires de l'orphelinat et les personnes âgées de la maison de retraite juive sont expulsés. Les hommes sont arrêtés et emprisonnés pendant deux mois et demi. En 1939, les 1 585 Juifs restant à Königsberg, sont forcés de se regrouper dans des maisons juives (Judenhäuser). Certains réussiront encore à émigrer, jusqu'au 23 octobre 1941. Le 17 mai 1939, il y a 3 169 Juifs en Prusse-Orientale selon les critères nazis, dont 2 911 fidèles juifs et 258 Juifs convertis. En 1941, 1 100 Juifs vivent toujours dans le district de Königsberg.
Les Juifs de Königsberg sont déportés à partir de 1942, vers le Camp de concentration de Theresienstadt, ou celui de Maly Trostenets, près de Minsk. La première déportation de masse a lieu le 24 juin 1942 ; 465 enfants, femmes et hommes sont transportés par le convoi Da 40 de la gare de marchandises de la Nordbahnhof vers Maly Trostenets. En tout, plus de 1 000 habitants juifs de Königsberg périront. Il ne reste alors plus que 45 familles de mariages mixtes dans la ville. Le dernier transport majeur de Juifs de Prusse-Orientale vers Theresienstadt a lieu le 15 mars 1943.
À partir de 1943, des Juifs polonais sont amenés en ville pour du travail forcé et en janvier 1945, leur camp est vidé. 3 700 (d'autres sources font état de 6 à 7 000) d'entre eux effectuent alors une marche de la mort vers Palmnicken au bord de la mer Baltique. Les rescapés de la marche sont abattus sur la plage. On ne compte que 15 survivants.
Les quelques Juifs qui restent à Königsberg après la guerre ou qui y sont revenus, sont expulsés par les Russes en 1948, en même temps que les Allemands.
Le 24 juin 2011, une plaque en russe et en allemand est dévoilée à l'ancienne gare du nord (Nordbahnhof) de Königsberg, à la mémoire des 465 enfants, femmes et hommes déportés par le convoi DA40, le 24 juin 1942, vers le camp d'extermination de Maly Trostenets où ils seront assassinés.
« À la mémoire des 465 enfants, femmes et hommes juifs de Königsberg et de la province de Prusse-Orientale qui ont été déportés par les SS à partir de la gare de marchandises de la Nordbahnhof vers le camp d'extermination de Maly Trostenets, le 24 juin 1942. C'était la première déportation de Juifs de Königsberg dans le cadre de l'extermination de masse nazie des Juifs d'Europe. »

## La Nouvelle synagogue

### Histoire des synagogues
En 1680, les Juifs de Königsberg obtiennent l'autorisation d'installer un oratoire dans le Burgfreiheit (district d'immunité du château), la partie de la ville autour du château, ne dépendant pas de l'administration municipale mais directement des ducs de Prusse.
La majorité des fidèles de l'oratoire érigé en 1680 sont des étrangers résidant temporairement à Königsberg.
En 1756, il y a 307 Juifs à Königsberg, 1 027 en 1817, 3 024 en 1864 et plus de 5 000 en 1880.
Le 23 décembre 1756, la synagogue est inaugurée dans la Schnürlingsdamm Straße. Détruite en 1811 lors du grand feu dans le quartier, elle sera reconstruite sur le même site en 1815 au numéro 2 de la rue renommée Synagogenstraße. Elle sert pour les offices en général, jusqu'en août 1896, où elle est transférée à une association de Juifs russes vivant à Königsberg.
Quand l'orgue est installé en 1870 dans la synagogue communautaire, une partie des fidèles orthodoxes se séparent et forment leur propre communauté, la Communauté synagogale israélite Adass Jisroel.  En 1893, Adass Jisroel construit sa propre synagogue au 14-15 Synagogenstraße.

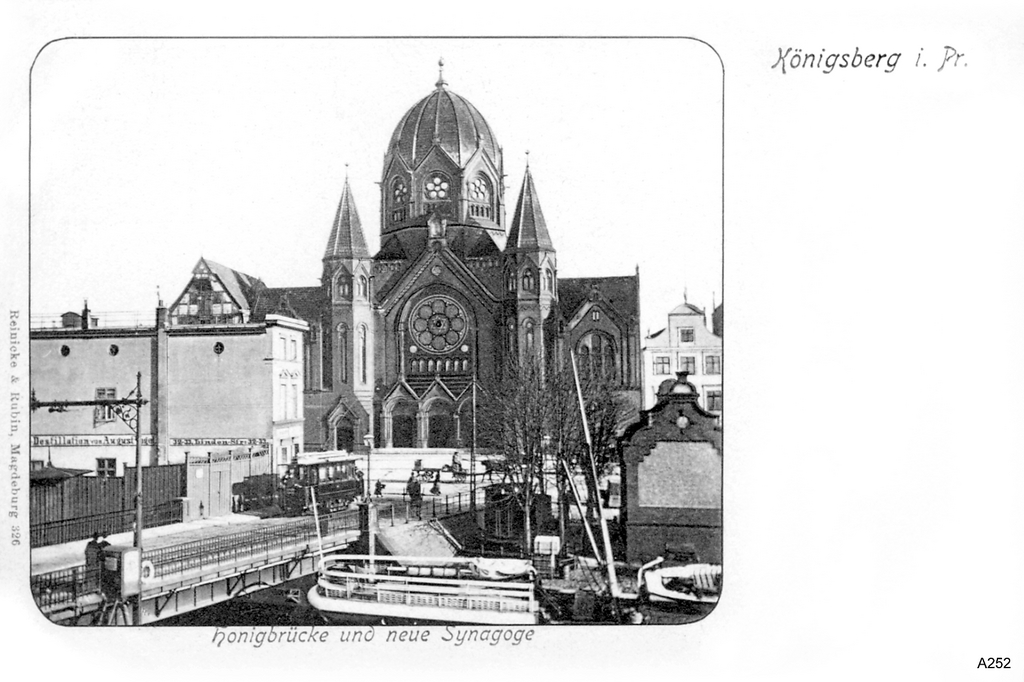
La synagogue et le Pont au Miel (Honigbrücke)

Peu de temps après, la communauté principale de Königsberg construit une nouvelle synagogue plus importante dans le style ésopien, appelée Neue Synagoge (Nouvelle synagogue), à Lomse, un quartier à l'est de la ville, sur une place devant le Honigbrücke (Pont au Miel).  Celle-ci est inaugurée le 25 août 1896 en présence du président de Prusse-Orientale, le comte Wilhelm von Bismarck, du lieutenant-général Eugen Keyler, commandant de la ville, du maire Hoffman, ainsi que des professeurs Karl von Gareis (1844-1923) et Adalbert Bezzenberger (1851–1922), recteur de l'université. La synagogue au 2 Synagogenstraße est dorénavant appelée  Ancienne synagogue . 
La nouvelle synagogue, ainsi que l'ancienne synagogue sont détruites lors de la nuit de Cristal du 9 au 10 novembre 1938. La synagogue orthodoxe Adass Jisroel est  vandalisée, mais n'est pas incendiée. Après une restauration succincte, elle pourra de nouveau être utilisée pour les offices jusqu'aux déportations de masse.

### Description de la Nouvelle synagogue
La synagogue est construite par le cabinet d'architectes Cremer & Wolffenstein, qui ont déjà édifié deux synagogues à Berlin, en style ésopien historiciste avec de nombreux apports romans. Le bâtiment dans son ensemble est imposant avec une lourdeur toute wilhelmienne. Seule l'étoile de David fixée au sommet du dôme permet de l'identifier.
La nouvelle synagogue est située dans la Lindenstrasse (actuellement la rue Oktyabrskaya), sur la place s'ouvrant vers le Honigsbrücke.

### Les principaux rabbins de la synagogue de Königsberg
- 1707 à 1722: Solomon Fürst. Il écrit des livres kabbalistique et une prière diffusée en hébreu et en allemand. La date exacte de la fin de sa fonction n'est pas connue.
- 1745 à 1775: Aryeh (Löb) Epstein ben Mordecai.
- 1777 à 1784: Samuel Wigdor.
- 1784 à 1794: Samson ben Mordecai.
- 1800 à 1814: Joshua Bär Herzfeld.
- 1814 à 1823: Levin Joseph Saalschütz.
- 1824 à 1828: Wolff Laseron.
- 1831 à 1865: Jacob Hirsch Mecklenburg. Il est l'auteur du Ha-Ketav we-ha-Qabbalah.
- 1865 à 1896: Isaac Bamberger.
- 1897 à 1920: Hermann Vogelstein. Né le 8 janvier 1870 à Pilsen, il étudie les langues orientales à l'université de Berlin et de Breslau (maintenant Wrocław en Pologne) et effectue ses études religieuses au séminaire de théologie juive de Breslau et à l'Institut supérieur d'études juives (Hochschule für die Wissenschaft des Judentum) de Berlin. Il est nommé rabbin adjoint et prédicateur à Oppeln (maintenant Opole en Pologne) de 1895 à 1897, puis occupe le poste de rabbin à Königsberg. En 1920, il est nommé rabbin à Breslau, poste qu'il occupe jusqu'en 1938, date à laquelle il émigre en Angleterre puis aux États-Unis où il décède en 1942.
- 1921 à 1938: Reinhold Lewin. Né en 1888, il est arrêté en 1943 par les nazis et assassiné à Auschwitz. Il est l'auteur d'une étude et d'un livre [7] sur Martin Luther et les Juifs, primés à l'université de Breslau.

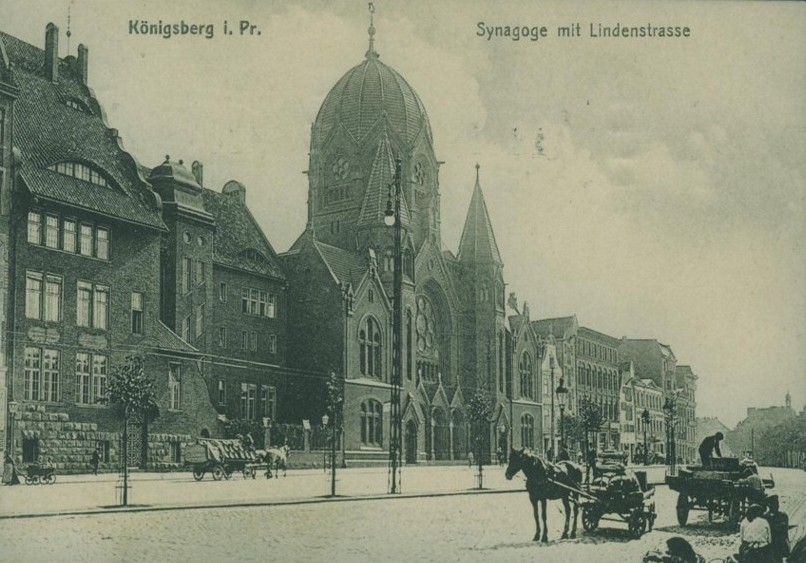
La Nouvelle Synagogue dans la Lindenstraße, (aujourd'hui rue Oktyabrskaia)
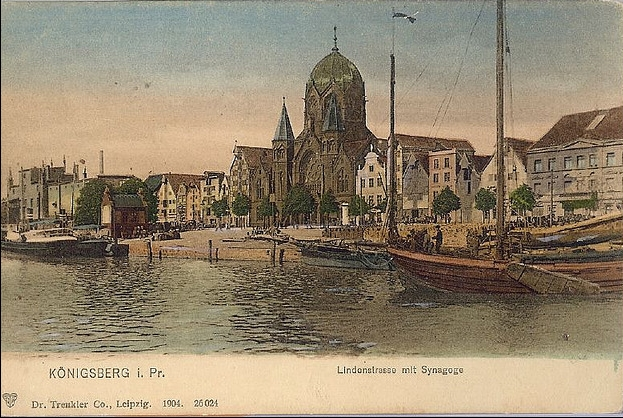
La synagogue vue du port
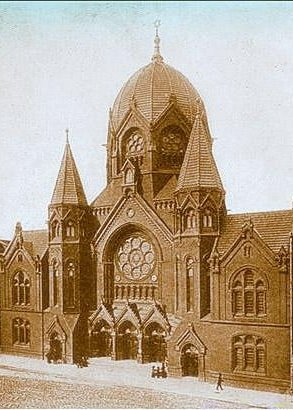
La façade de la Nouvelle Synagogue
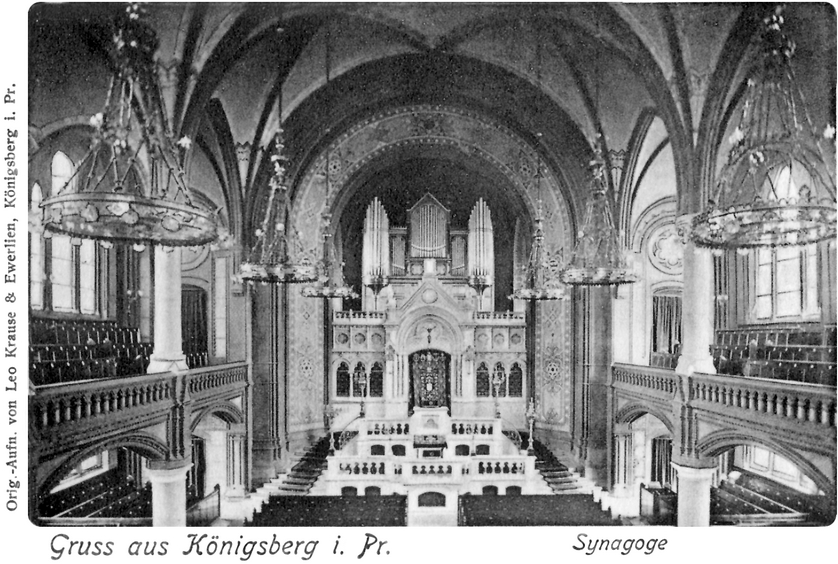
Vue intérieure de la synagogue

## La Nouvelle synagogue de Kaliningrad (depuis 2008)

### Projet et reconstruction
Après la fin de la période soviétique, une nouvelle communauté juive voit le jour à Kaliningrad. Celle-ci décide en 2008 de reconstruire la Nouvelle synagogue à l'endroit même où elle se trouvait avant sa destruction par les nazis. Un cirque occupe les lieux et refuse de les restituer à la communauté juive. Mais une décision de justice confirme que celui-ci n'a aucun droit légal sur l'emplacement. Une première pierre est déposée en octobre 2011. La plaque fixée sur cette pierre a été brisée et taguée de symboles néo-nazis, mais plus tard, elle a été nettoyée et réparée. 
Extérieurement, la Nouvelle synagogue est identique à celle qui a été détruite en 1938, mais l'intérieur est réalisé suivant un plan moderne. 
En août 2018, une grande partie des travaux sont déjà réalisés. Ces travaux ont coûté des millions de dollars qui ont été largement versés par un philanthrope local, Vladimir Leonidovitch Katsman.

### Inauguration
L'inauguration officielle de la Nouvelle synagogue a lieu le 11 août 2018 (soit exactement 80 ans après sa destruction). Cet événement est diffusé par la télévision russe.
Le rabbin Berel Lazar, l’un des deux grands rabbins de Russie, souffle dans le Chophar devant environ 1 000 invités lors de cette cérémonie de re-consécration de la synagogue.
Le ministre d'État allemand Michael Roth a assisté en tant que représentant du gouvernement allemand à la cérémonie d'inauguration.
La Nouvelle synagogue est à la fois une synagogue, mais aussi un centre communautaire juif avec des salles d’activités. On y trouve des ordinateurs mis à disposition et un auditorium qui peut accueillir des centaines de personnes.
À noter que le cirque, qui était situé précédemment sur le site du futur bâtiment, a été déplacé dans un autre quartier de la ville et tous les frais de déplacement ont été pris en charge par le principal investisseur du projet. Les travaux de restauration de la synagogue se sont achevés en novembre 2018.

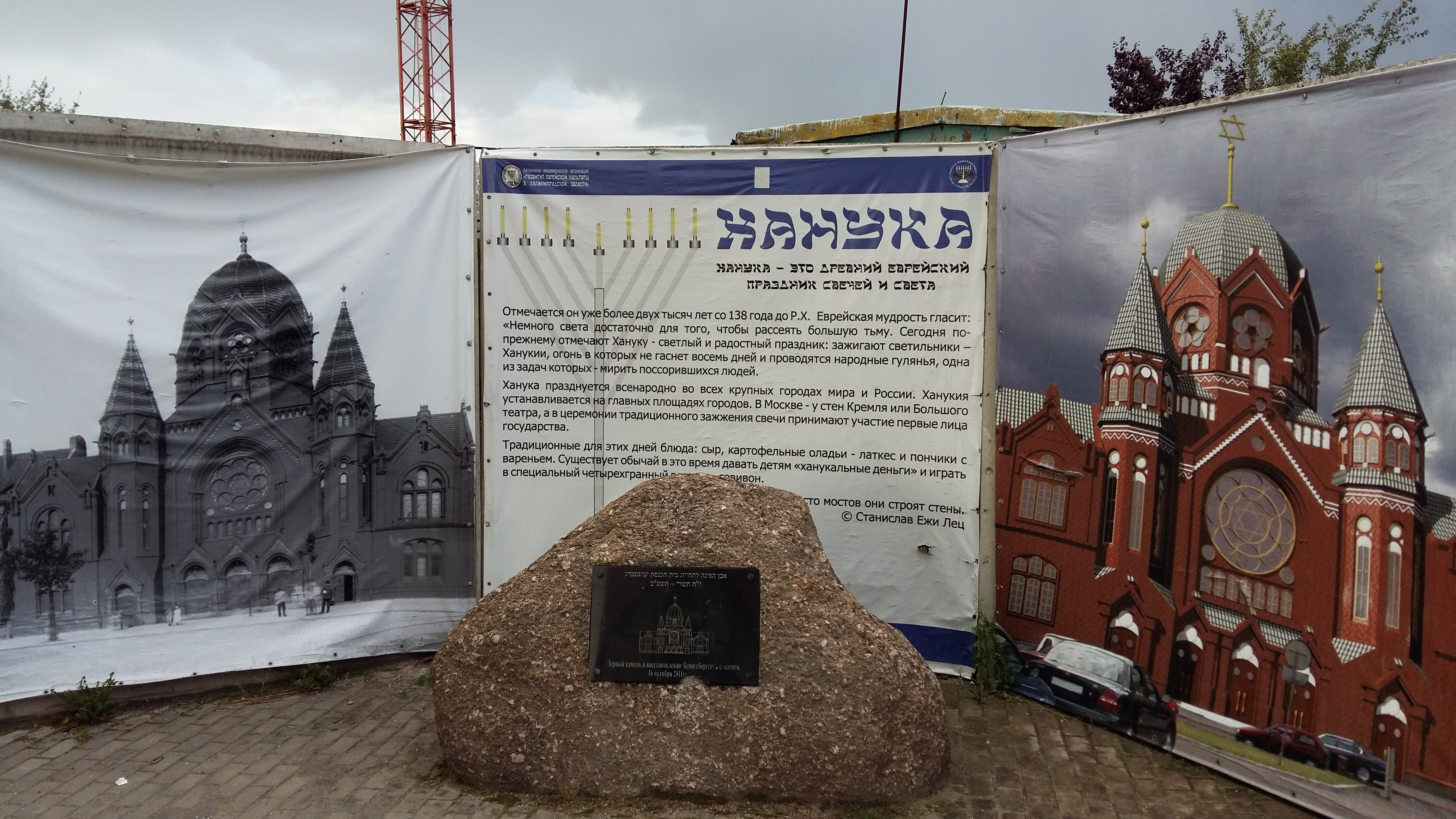
Première pierre pour la fondation de la reconstruction de la Nouvelle Synagogue
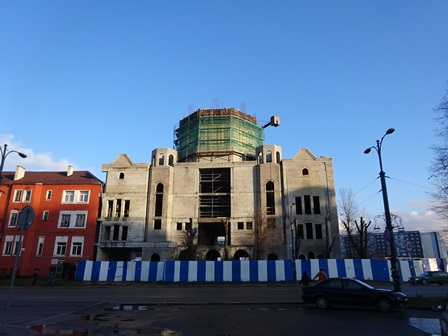
La façade de la Nouvelle synagogue en travaux (photo prise le 10 décembre 2017)
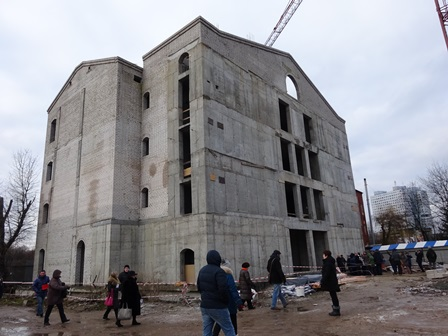
L'arrière de la Nouvelle synagogue en travaux (photo prise le 10.12.2017)
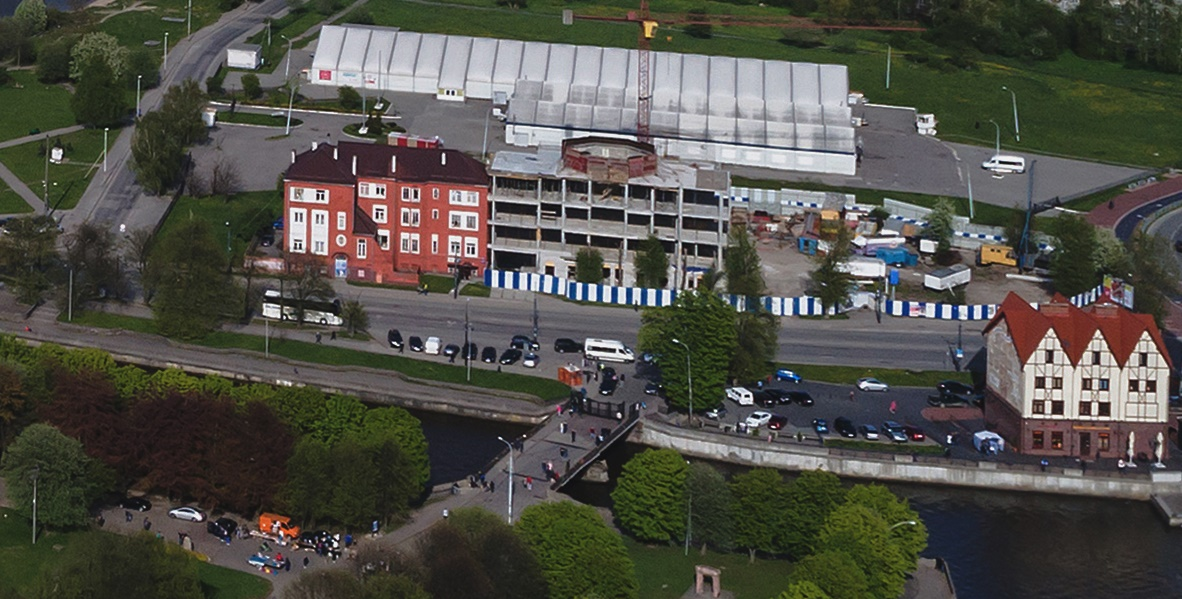
Vue du ciel en 2017, de la reconstruction de la Nouvelle synagogue de Kaliningrad
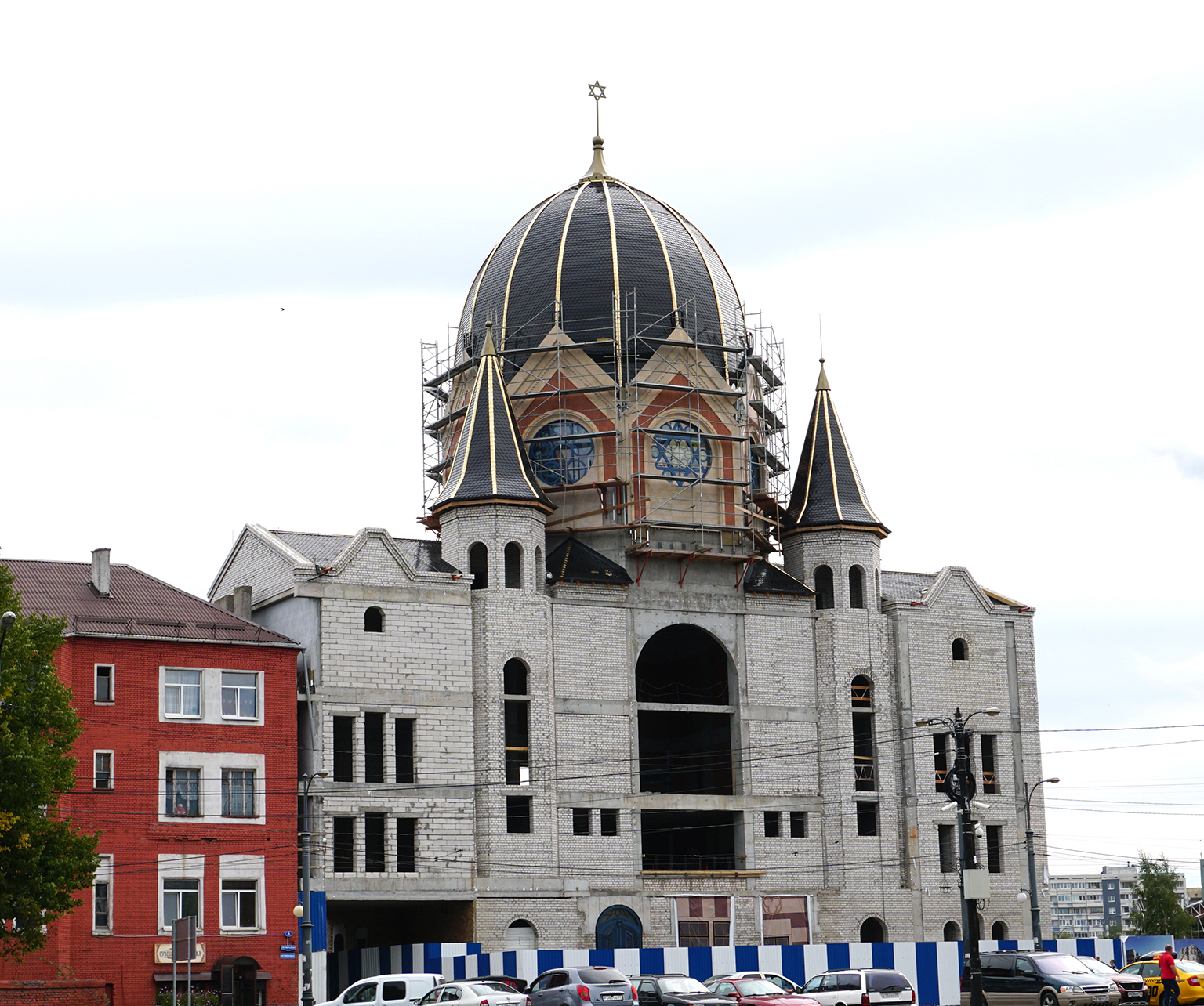
La Nouvelle synagogue de Kaliningrad en reconstruction (vue au printemps 2018)
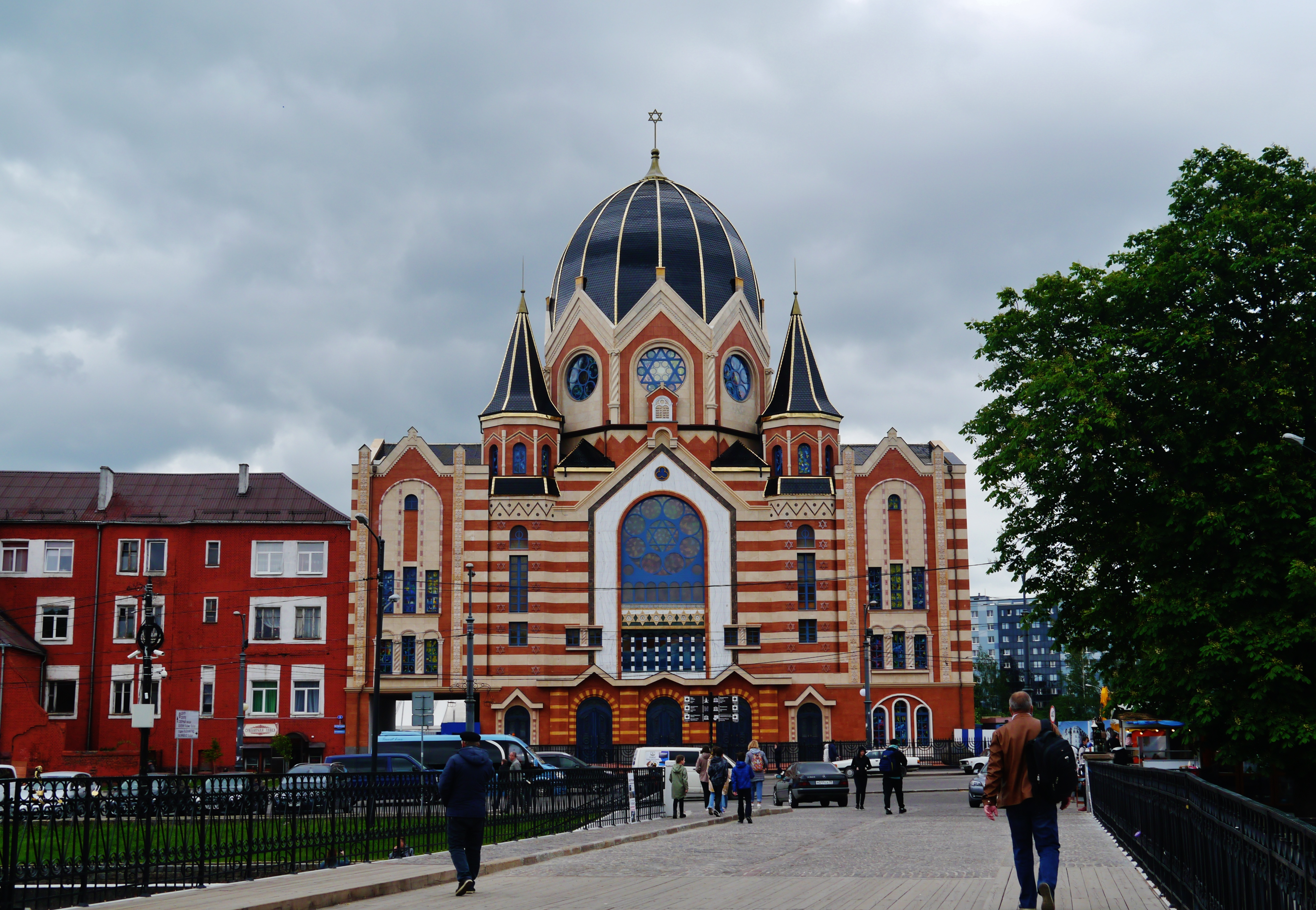
La Nouvelle synagogue de Kaliningrad, 2019

## Membres notables de la communauté juive de Königsberg
La communauté de Königsberg est une des communautés juives les plus actives dans le domaine culturel, scientifique, artistique, littéraire ou philosophique. Les Juifs de Königsberg ont joué un rôle très important dans la lutte pour l'émancipation des Juifs en Europe.   
Parmi ses membres les plus connus: 
- Hannah Arendt (1906–1975), philosophe connue pour ses travaux sur l’activité politique, le totalitarisme et la modernité.
- Yaakov Ben-Tor (1910–2002), géologiste
- Isaac Euchel (élève d'Emmanuel Kant). Euchel fonde une société littéraire en hébreu. Il rédige le périodique "Ha-Me'assef" et la lettre circulaire "Sefat Emet". Euchel défend les institutions juives pour l'éducation des jeunes élèves, telle que la " Jüdische Freischule Berlin ".
- Hugo Falkenheim (1856–1945), docteur en médecine, pédiatre, le dernier président de la communauté juive de Königsberg.
- Ferdinand Falkson (1820-1900), médecin et écrivain politique
- David Friedländer (1750–1834), banquier et écrivain
- Leah Goldberg (1911–1970), femme de lettres et poétesse en hébreu.
- Theodor Goldstücker (1821–1872), spécialiste du sanskrit.
- Marcus Herz, médecin et philosophe et élève de Kant.
- Immanuel Jacobovits, (1921–1999), Grand-rabbin de Grande-Bretagne et du Commonwealth.
- Johann Jacoby (1805-1877), politicien prussien de gauche)
- Aaron Joel, disciple de Kant, introduit les idées de Moses Mendelssohn auprès de la communauté juive de Königsberg.
- Raphael Kosch (1803-1872), médecin et politicien. Il joue un rôle important dans la suppression du Serment more judaico (ou Serment juif) en 1869.
- Rudolf Lipschitz (1832–1903), mathématicien
- Moshe Meron (né en 1926), politicien israélien
- Leah Rabin (1928–2000), femme de l’ancien premier ministre israélien Yitzhak Rabin
- Simon Samuel  (1835-1899), docteur en neurologie, il joue un rôle important dans  l'autorisation des Juifs à s'inscrire à l'université de Königsberg.
- Moritz Simon - Samuel Simon – Walter Simon (1857-1920): famille de banquiers et philanthropes.
- Moshe Smoira (1888–1961), premier président de la  Cour suprême d'Israël
- Marcus Warschauer (1777-1835), banquier.
- Michael Wieck (né en 1928), violoniste et auteur.